# 甲級寫字樓

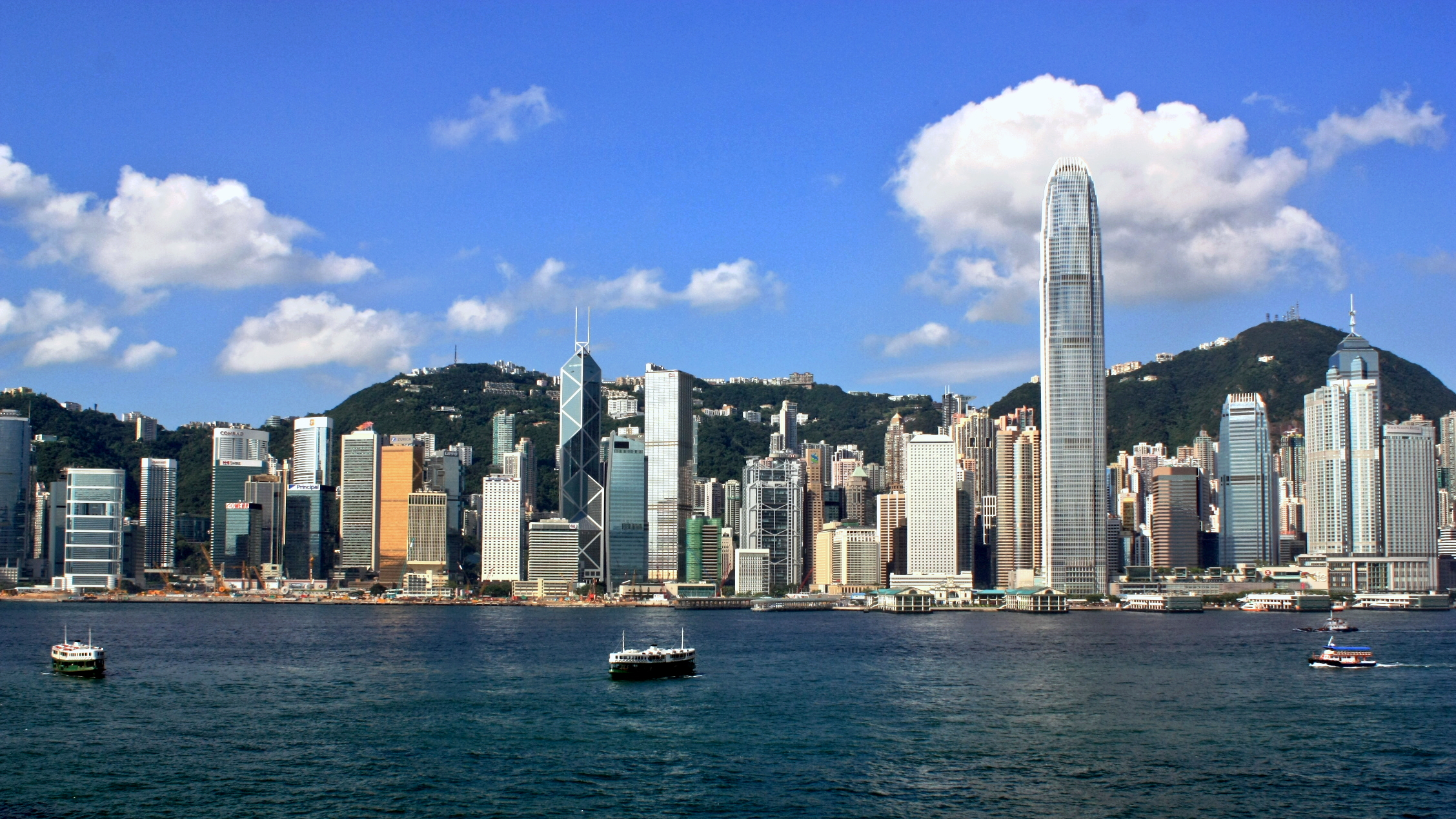
香港的頂級商辦大樓群之一的中環

頂級商辦大樓又稱為A級商辦大樓，是辦公大樓之中級數最高的商業辦公建築，甚至有些為「智能辦公室」（智慧型辦公大樓）。頂級商辦大樓在結構建築學的設計和視覺上都屬優質，多數都成為當地的地標，租戶置身其中富有成功感和力量。

位於深圳的京基100

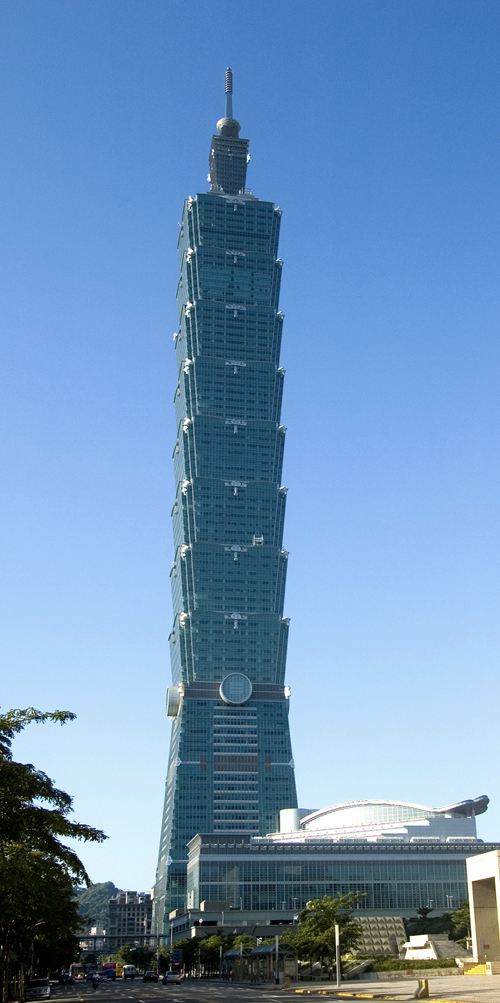
台北101

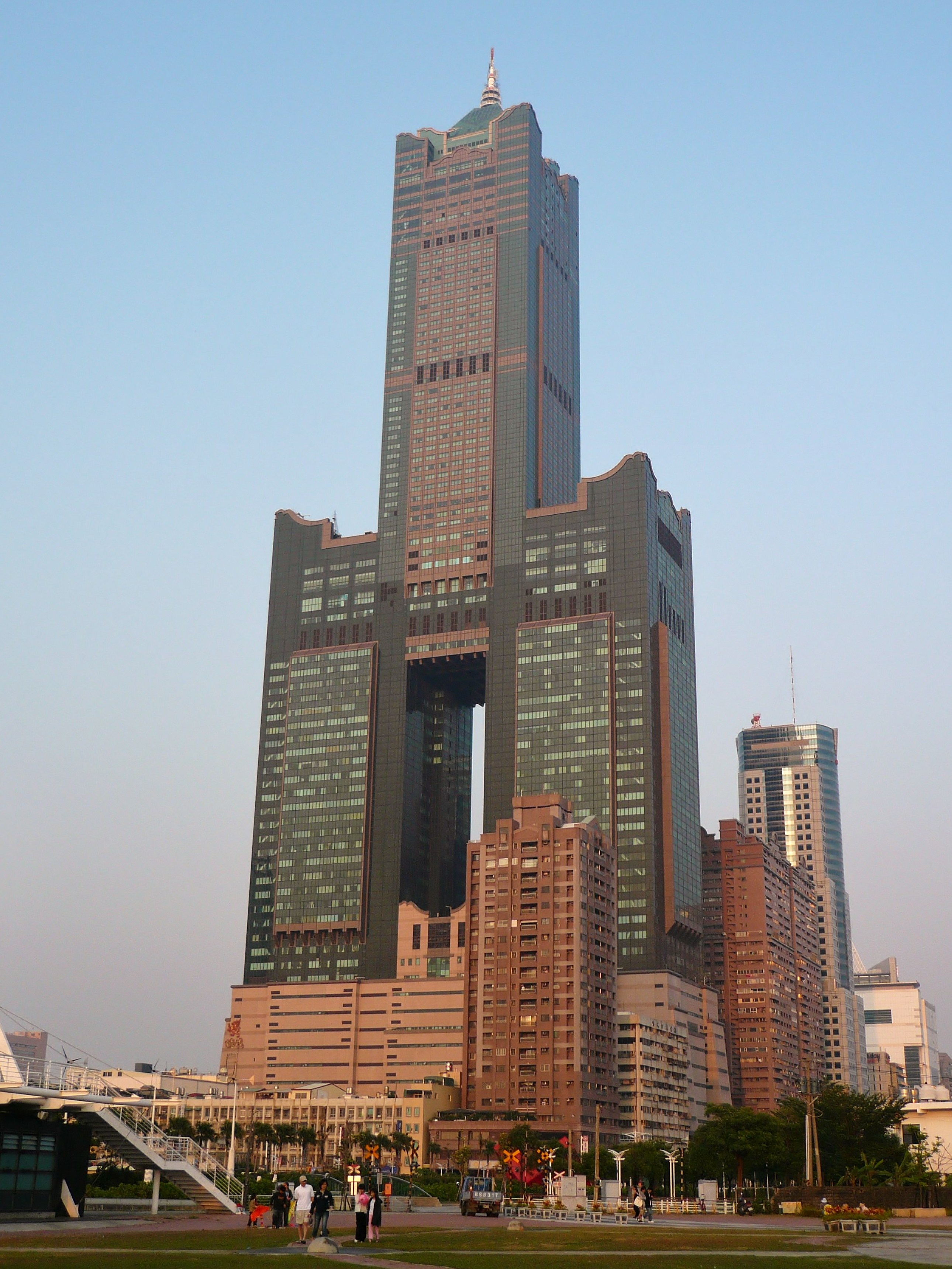
高雄85大樓

## 評定標準
香港差餉物業估價署將私人寫字樓分為甲、乙、丙三級，只會按物業質素評級，不會考慮其所在地點，而甲級寫字樓具備以下元素：
- 新型及裝修上乘
- 間隔具彈性
- 整層樓面面積廣闊
- 大堂與通道裝潢講究及寬敞
- 中央空氣調節系統完善
- 設有良好的載客及載貨升降機設備
- 設有電梯操作員
- 專業管理
- 有停車設施

戴德梁行認為，甲級寫字樓的內涵，包括有如下元素：
- 位置於商業中心區（CBD）內
- 有完善的中央空調
- 充足數量及合理分布的升降機和電梯服務
- 甲級專業物業管理
- 樓層間格等恰當
- 樓底淨高在2.8米
- 每層建築面積最少1千平方米
- 有零煩惱的停車場

## 基本設施
- 自來水
- 洗手間
- 電力（必須通過整間辦公室，並且有許多分散的插座）
- 照明系統
- 私用自動交換分機（PABX）
- 連結至當地電信公司的光纖連線
- 用於寬頻網路和電話等通訊的同軸電纜
- 停車場

## 著名建物
- 香港國際金融中心
- 澳門財富中心 Finance and IT Center of Macau
- 廣州西塔
- 上海中心
- 北京國貿
- 香港環球貿易廣場
- 台北101
- 新光人壽保險摩天大樓
- 高雄85大樓
- 帝國大廈
- 雙峰塔

### 引用
1. ↑  香港差餉物業估價署：技術附註 的存檔，存档日期2012-01-12.